# Blue Train (Sydafrika)

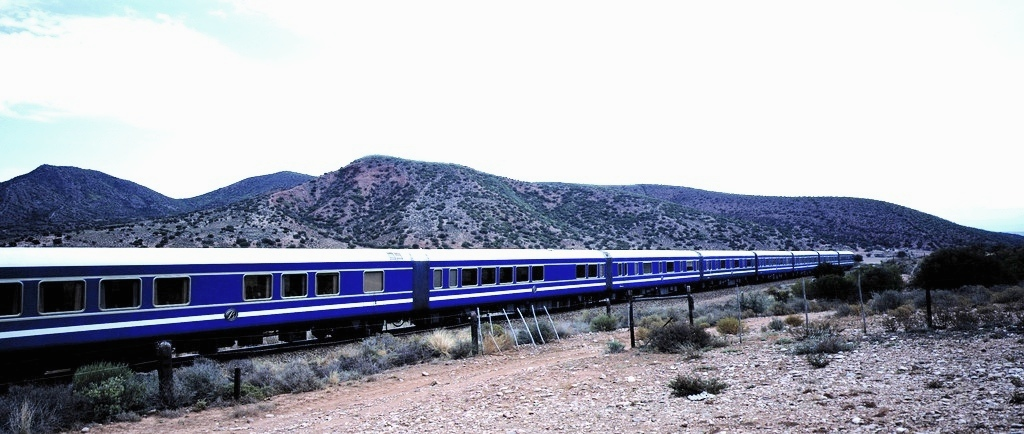
Blue Train i Karooöknen.

Blue Train är ett lyxtåg i Sydafrika, som körs mellan Pretoria och Kapstaden, ett avstånd på 1 600 kilometer. Blue Train har sitt ursprung i två tåg, Union Limited och Union Express, som lanserades på sträckan mellan Johannesburg och Kapstaden 1927. Under sena 1930-talet bestämde sig South African Railways att beställa nya personvagnar från Metropolitcal-Cammell Carriage and Wagon Company Limited i Birmingham i England för användning på sträckan. De nya vagnarna lanserades 1946 tillsammans med ett nytt namn för tåget, Blue Train, av Sydafrikas dåvarande transportminister.
År 1967 sökte South African Railways anbud på att bygga nya Blue Trainvagnar och i december 1968 fick Union Carriage & Wagon uppdraget att bygga de nya vagnarna. Det nya Blue Train lanserades augusti 1972 på dess nuvarande sträcka mellan Pretoria och Kapstaden.
Blue Train anses vara Afrikas lyxigaste tåg och har flera gånger utsetts till "Världens lyxigaste tåg".